# Un cœur en hiver
Pour plus de détails, voir Fiche technique et Distribution.
Un cœur en hiver est l'avant-dernier film du réalisateur français Claude Sautet, sorti en 1992.

## Synopsis
Maxime et Stéphane sont amis et travaillent ensemble dans l'atmosphère feutrée d'un atelier de lutherie. Maxime, marchand de violons, est un homme accompli, actif, sans états d'âme particuliers. Stéphane, luthier, vit dans une retraite, dans un hiver du cœur dont on discerne mal les raisons.
Maxime tombe amoureux d'une jeune violoniste, Camille Kessler. Entre les trois personnages se noue une relation complexe. L'attitude retenue de Stéphane exaspère et intrigue Camille. Passivement, presque malgré lui, Stéphane entre dans un trouble jeu de séduction, dans une entreprise de manipulation dont il s'imagine maître d'œuvre — mais dont il perd le contrôle lorsque Camille le place face à l'évidence du sentiment, de la vie, qu'il avait cru pouvoir tenir à distance.

## Fiche technique
- Titre : Un cœur en hiver
- Réalisation : Claude Sautet
- Scénario : Claude Sautet, Jacques Fieschi et Jérôme Tonnerre
- Photographie : Yves Angelo
- Son : Pierre Lenoir et Jean-Paul Loublier
- Musique : Maurice Ravel
- Costumes : Dominique Morlotti pour Daniel Auteuil
- Montage : Jacqueline Thiédot
- Production : Gérard Gaultier, Jean-Louis Livi, Alain Vannier, Axel Carrere et Philippe Carcassonne
- Sociétés de production : Film par Film, Cinéas, Orly Films, SEDIF Productions, Panavision, D.A. Films, FR3 Films Production
- Pays d'origine :  France
- Langue originale : français
- Format : couleur - 1.66:1 - Dolby Stéréo - 35mm
- Durée : 105 minutes
- Genre : drame
- Date de sortie : 2 septembre 1992

## Distribution
- Daniel Auteuil : Stéphane
- Emmanuelle Béart : Camille Kessler
- André Dussollier : Maxime
- Élizabeth Bourgine : Hélène, la libraire
- Brigitte Catillon : Régine, l'agent de Camille
- Myriam Boyer : madame Amet, la gouvernante et maîtresse de Lachaume
- Jean-Claude Bouillaud : le patron de la brasserie
- Stanislas Carré de Malberg : Brice, l'apprenti luthier
- Dominique de Williencourt : Christophe, le violoncelliste
- Maurice Garrel : Lachaume
- Jeffrey Grice
- Luben Yordanoff
- Nanou Garcia : la jeune femme qui accuse son ami de mentir
- François Domange
- Van Doude : le vendeur du violon
- Jacques Villa
- Galaxie Barbouth : une petite fille
- Benoît Bellal
- Pierre Cheremetieff
- Séverine Debels
- Jean-Marie Fonbonne
- Oguz Janos Lengyel
- Anne Macina
- Xavier Rothmann : Vincent
- Jean-Luc Bideau : Ostende, l'écrivain
- Jacques Fieschi : un client de la librairie

## Musique et participation importante des musiciens
Dans ce film, quelques œuvres de Maurice Ravel aussi jouent leur rôle très important. Surtout, le Trio avec piano symbolise les trois personnages principaux, avec sa composition pour trois instruments. La distribution de l'exécution réelle était :
- Jean-Jacques Kantorow (violon)
- Keith Harvey (violoncelle)
- Howard Shelley (piano)

Dans l'optique de perfectionner son rôle, violoniste professionnelle, Emmanuelle Béart avait de nouveau appris à jouer du violon avec une violoniste de l'opéra de Paris pour son rôle : Carole Saint-Michel. Philippe Sarde, d'habitude compositeur de musique de films, participa en qualité de directeur musical. Le violon était si important dans ce film que Claude Sautet confia son conseil technique aux luthiers Étienne Vatelot et Philippe Mahu. D'où un excellent réalisme fut parachevé.

## Distinctions

### Récompenses
- Lion d'argent pour le meilleur réalisateur à la Mostra de Venise 1992 : Claude Sautet[3]
- Prix FIPRESCI à la Mostra de Venise 1992
- Lors de la 18e cérémonie des César, le 8 mars 1993, il remporta ces récompenses : 
  - César du meilleur réalisateur pour Claude Sautet
  - César du meilleur acteur dans un second rôle pour André Dussollier

### Nominations
- Lors de la 18e cérémonie des César, le 8 mars 1993 : 
  - César du meilleur film
  - César du meilleur acteur pour Daniel Auteuil
  - César de la meilleure actrice pour Emmanuelle Béart
  - César de la meilleure actrice dans un second rôle pour Brigitte Catillon
  - César du meilleur scénario original ou adaptation
  - César de la meilleure photographie
  - César du meilleur son